# Gränsbevakarna Sverige
Gränsbevakarna Sverige är en realityserie som hade premiär på Kanal 5 och Discovery+ den 13 september 2022. Seriens första säsong består av 14 avsnitt. Säsong 2 hade premiär den 31 januari 2023.
Säsong 3 hade premiär 5 september 2023.

## Handling
Serien, som tidigare har gjorts i flera länder, följer tulltjänstemän, poliser, utredare, spanare och hundförare som dagligen arbetar för att säkra Sveriges gränser, hamnar och flygplatser; de opererar även inne i landet och slår till mot adresser. På Arlanda medverkar bland andra gruppchefen Alex, hundföraren Malin, tillsammans med hunden Dusty, samt tullinspektörerna Olivia, Adam, Tomas, Timor och Mimmi. I Skåne medverkar hundföraren Maja och hunden Paddy samt tullinspektörerna Fifi, Lars och Niklas.